# Örnsberg
Örnsberg – powierzchniowa stacja sztokholmskiego metra, leży w Sztokholmie, w Söderort, w dzielnicy Hägersten-Liljeholmen, w części Hägersten, w Axelsbergu. Na czerwonej linii metra T13, między Axelsberg a Aspudden. Dziennie korzysta z niej około 3 000 osób.
Stacja znajduje się u wejścia do tunelu, równolegle do Hägerstensvägen. Posiada jedno wyjście zlokalizowane na rogu Hägerstensvägen i Örnsbergsvägen. 
Otworzono ją 5 kwietnia 1964 wraz z odcinkiem T-Centralen-Örnsberg. Do 16 maja 1965 była to stacja końcowa linii T13. Posiada jeden peron.

## Czas przejazdu
| Linia | Stacja   | Czas przejazdu | Stacja                                                    | Czas przejazdu             |
| T13   | Ropsten  | 22 min         | Liljeholmen Slussen Gamla stan T-Centralen Östermalmstorg | 4 min 10 min 12 min 16 min |
| T13   | Norsborg | 22 min         | Liljeholmen Slussen Gamla stan T-Centralen Östermalmstorg | 4 min 10 min 12 min 16 min |

## Otoczenie
W otoczeniu stacji znajdują się:
- Hägerstenshamnens skola
- Aspuddens idrottsplats